# Alfons Pech

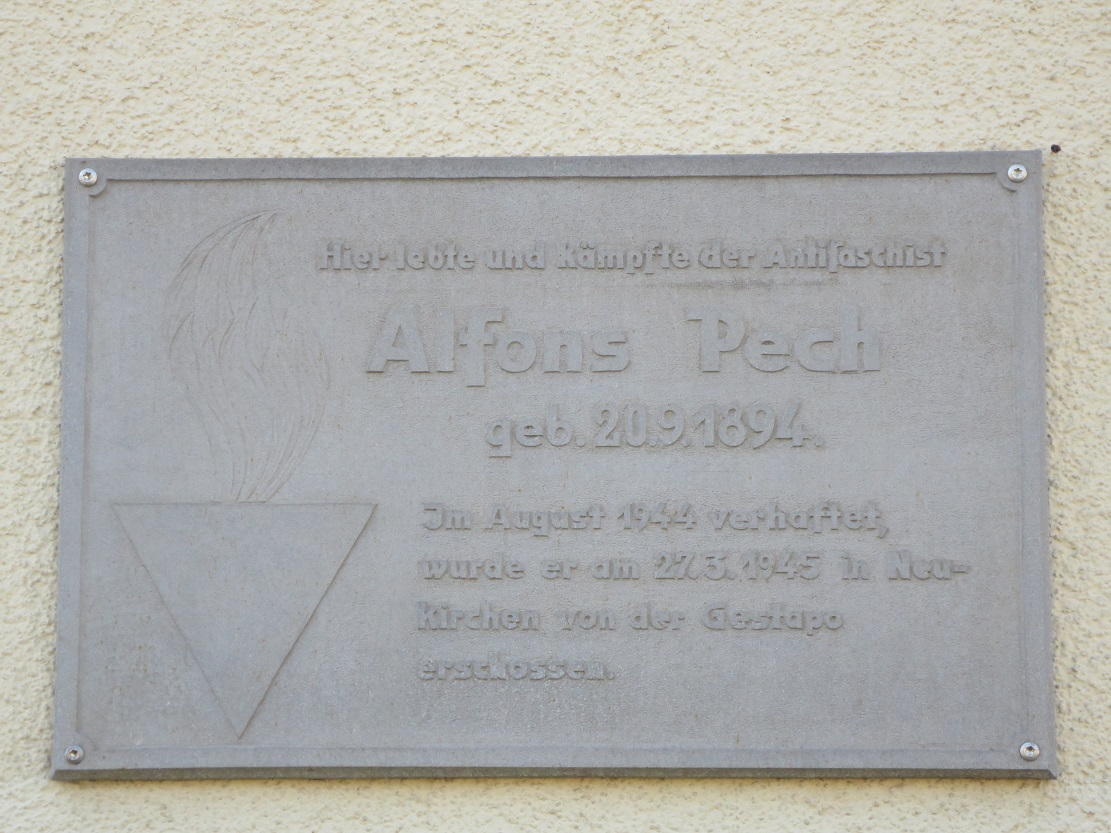
Gedenktafel an der Ammonstraße 43 in Chemnitz

Alfons Pech (* 20. September 1894 in Pabianice, Kongresspolen; † 27. März 1945 zwischen Neukirchen und Chemnitz-Hutholz) war ein deutsch-russischer Widerstandskämpfer gegen den Nationalsozialismus. Er gehörte dem gewerkschaftlichen Widerstand an und wurde im März 1945 von den Nationalsozialisten ermordet.

## Leben
Alfons Pech wurde in Pabianice im damals von Russland besetzten Teil Polens als Sohn eines Handweber-Ehepaares geboren. Seine Großeltern stammten ursprünglich aus der Pfalz und waren auf der Suche nach Arbeit aus Deutschland ausgewandert. Pech wollte nicht ins Familiengeschäft einsteigen und machte eine Ausbildung zum Schlosser. Kurz vor dem Ersten Weltkrieg ließ er sich in Chemnitz nieder. Dort trat er dem Deutschen Metallarbeiter-Verband sowie der SPD bei. Zu Beginn des Ersten Weltkrieges wurde er als Staatsbürger Russlands interniert. Im Jahr 1915 wurde er entlassen und unter Polizeiaufsicht gestellt. Er fand Anstellung bei der Firma Vogt in Chemnitz, wo er bis 1932 arbeitete.
Im Jahr 1920 beteiligte er sich am Generalstreik gegen den Kapp-Putsch. Er wechselte 1931 von der SPD zur frisch gegründeten Sozialistischen Arbeiterpartei (SAP) und beteiligte sich an den Bestrebungen, eine Einheitsfront der Arbeiter gegen die NSDAP zu bilden. Auf dem Höhepunkt der Weltwirtschaftskrise 1932 wurde er entlassen und fand kurzfristig Arbeit in Zittau, wo er jedoch aus politischen Gründen ebenfalls wieder entlassen wurde. Danach blieb er bis 1939 arbeitslos und wurde erst dann wieder als Schlosser eingestellt.
Im Jahr 1939 begann auch seine Widerstandstätigkeit gegen das NS-Regime. Zusammen mit Fritz Ermer gründete er eine Widerstandsgruppe, die versuchte, sich mit anderen Gruppen in Chemnitz zu verbinden. Als die ersten russischen Kriegsgefangenen und Zwangsarbeiter 1941 nach Chemnitz kamen, fungierte er als Dolmetscher und versuchte Hilfe zu leisten. So brachte er Zwangsarbeiter in seine Wohnung und versorgte sie mit Lebensmitteln.
Am 3. August 1944 wurde er verhaftet und im Gefängnis Hohe Straße inhaftiert. Am 5. März 1945 gelang ihm zusammen mit sechs Mitgefangenen während eines Bombenangriffes die Flucht. Die Gestapo konnte jedoch die Flüchtigen wieder festsetzen. Alfons Pech wurde am 27. März 1945 zusammen mit seinen Mitgefangenen zwischen Chemnitz-Hutholz und Neukirchen erschossen.

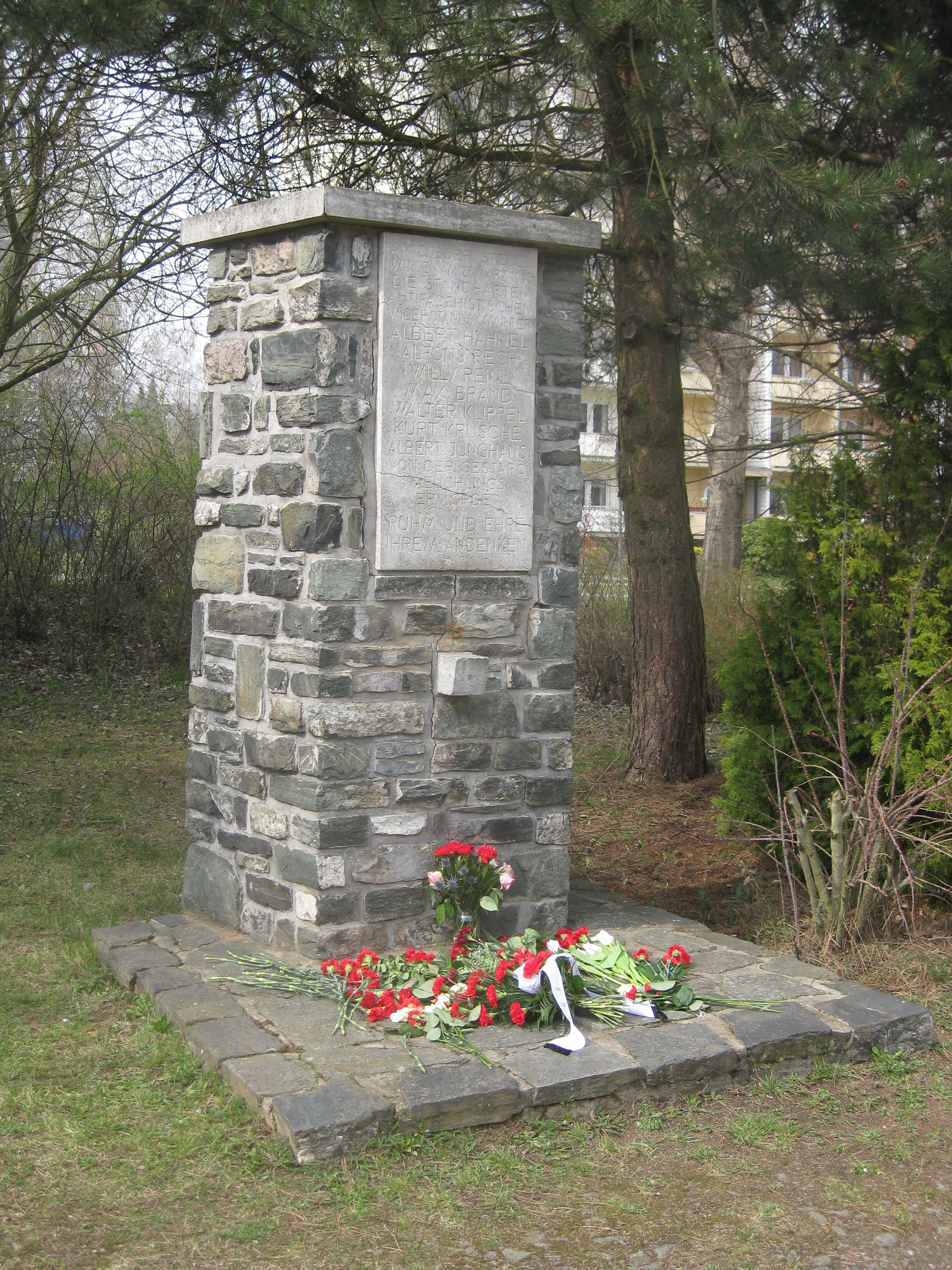
Denkmal für die in Hutholz ermordeten Antifaschisten

An der Wolgograder Allee 74 wurde ihm sowie den sechs weiteren Antifaschisten ein Denkmal von Hanns Diettrich gewidmet, das heute noch erhalten ist. Es wurde an der Stelle errichtet, wo die sieben Menschen vermutlich erschossen wurden. Der ehemalige Wohnsitz in der Ammonstraße 43 wurde mit einer Gedenktafel versehen. Zudem wurde in Chemnitz eine Straße nach ihm benannt.